# Південний схід США
35°00′ пн. ш. 85°18′ зх. д. / 35° пн. ш. 85.3° зх. д.
Південний схід Сполучених Штатів — також відомий як американський південний схід або просто південний схід — це географічний регіон Сполучених Штатів, розташований у східній частині півдня Сполучених Штатів і південній частині сходу Сполучених Штатів. Регіон охоплює ядро штатів, що тягнеться на північ до Меріленда та Західної Вірджинії, межує з річкою Огайо та лінією Мейсона-Діксона, і тягнеться на захід до Арканзасу та Луїзіани.
Немає офіційного урядового визначення регіону в США, і він визначається по-різному між агентствами та організаціями.